# Ока (платформа)
Ока — остановочный пункт Курского направления Московской железной дороги в городском округе Серпухов / Серпуховском районе Московской области.
Расположена к юго-востоку от Серпухова приблизительно в 104-х километрах от Москвы и в 90 километрах от Тулы, находится в непосредственной близости от озера Павленское на левом берегу Оки.
Не оборудована турникетами. Относится к 11 тарифной зоне. Время в пути до Курского вокзала — 1 час 50 минут.
Билетная касса отсутствует. Высадка/посадка пассажиров производится из первых четырех вагонов.
Находясь на крутой высокой насыпи, платформы разнесены друг от друга на 400 метров. Платформа по направлению от Москвы находится непосредственно у моста через реку Оку, та что на Москву — севернее.
Ранее была станцией. Как станция официально закрыта в октябре 2012 года, код ЕСР сменён с 190101 на 190239.

## Происшествия
13 сентября 1980 года в районе платформы произошло столкновение пассажирских поездов. В результате крушения были разбиты два пассажирских вагона и электровоз, разрушена платформа Ока.

## Галерея
- Здание бывшего вокзала к юго-западу от платформы
- Вид с платформы на запад на озеро Павленское
- Лавка на платформе от Москвы (2021)
- Вид на восток с платформы
- Железнодорожный мост, расположенный к югу от платформы
- Название станции и расписание поездов на платформе от Москвы
- Электропоезд на платформе от Москвы
- Электропоезд на платформе от Москвы. На платформе размещаются четыре вагона, хотя двери открываются в каждом.
- Выход из электропоезда из вагонов дальше четвёртого невозможен (фото 2020 года)
- Вид на северо-запад с точки, где расположена платформа на Москву (фото 2020 года)